# Николаево (област Велико Търново)
Вижте пояснителната страница за други значения на Николаево.
Николаево е село в Северна България. То се намира в община Стражица, област Велико Търново.

## История
Селото е било българска махала в турското село Юрюклеръ, което преведено на български значело – „буйни коне“ или „табун коне“. Юрюклери е било прекръстено в с. Николаево веднага след Освобождението. в памет на главнокомандующия армията при освобождението на България от османска власт, Великия княз Николай Николаевич (с указ № 56 от 28 март 1885 г.) Основно събитие през Руско-Турската война е „Битката при Чаиркьой“ на 9/21 септември 1877 г. когато след ожесточен бой за командната височина по шосето с. Чаиркьой (Камен) – с. Юруклер (дн. Николаево) Османската армия претърпява тежка загуба от 1500 убити и ранени. Руските загуби са 500 убити и ранени. Загиналите руски войни са погребани в осем братски могили при с. Камен.
Съобразно статистическите данни населението на селото се характеризира със следната демографска динамикака:
- 1880 г. – 498 ж. /327 българи, 171 турци/
- 1887 г. – 503 ж. /480 б., 3 т., 20 цигани/
- 1892 г. – 555 ж. /544 б., 11 т./
- 1900 г. – 647 ж. /634 б., 7 т., 6 ц./
- 1905 г. – 736 ж. /707 б., 12 т., 17 ц./
- 1910 г. – 780 ж. /755 б., 25 ц./

Към 2014 г. селото е сравнително обезлюдено и наброява до 80 жители-българи и около 10 временно пребиваващи цигани и турци – при близо 200 годни за живот къщи.
Землището на селото, в поголямата си част е изкупено от местния арендатор и други земевладелци.☁
В горния рай на селото извира река Черни лом – оттук и името на следващото село по реката с. Лом Черковна или може би обратното – от името на селото реката си е получила името. Другата забележителност на селото е могилата. Тя е почти в средата на селото. Произходът ѝ може би още не е установен, но е ясно, че е изкуствена и е от стари времена. Върхът на могилата представляваше кръгла и равна поляна. Особено атрактивна е и селската чешма, която дори и в най-сухите периоди не променя своя воден дебит и ниска температура.

## Население
Преброяване на населението през 2011 г.
Численост и дял на етническите групи според преброяването на населението през 2011 г.:
|                     | Численост | Дял (в %) |
| Общо                | 117       | 100,00    |
| Българи             | 106       | 90,59     |
| Турци               | 0         | 0,00      |
| Цигани              | 11        | 9,40      |
| Други               | 0         | 0,00      |
| Не се самоопределят | 0         | 0,00      |
| Неотговорили        | 0         | 0,00      |

## Културни и природни забележителности
Полето във формата на сърце, училище, което вследствие е съборено.

## Редовни събития
Събора на селото е първата седмица от месец ноември.